# Момкова сълза (род)
Момкова сълза (Polygonatum) е род растения близък до род Момина сълза (Convallaria). Разликата е че при Момината сълза листата са отделно и приосновни (2 – 3 броя), а цветовете са на висока цветоносна дръжка. При Момковата сълза имаме само едно стъбло, което носи заедно и листата и цветовете.
Името на рода Polygonatum идва от гръцките думи „поли“, което означава „много“, и „гону“, което означава „колянна става“. Това се отнася до съчленените коренища на растението.
В България Момковата сълза расте на сенчести места и е представена от 4 вида >
1) Прешленеста момкова сълза (Polygonatum verticillatum) > и листата и цветовете са в прешлени по стъблото, което може да е високо до 1 м. Цветовете са по 3 – 9 в прешлен.
Останалите 3 вида са с последователни листа и последователни цветове >
Стъблото в горната си част и дръжките на цветовете покрити с къси власинки > Широколистна м.с. (Polygonatum latifolium) > 2
Стъблото в горната си част и дръжките на цветовете са голи > Миризлива м.с. (Polygonatum odoratum) и Многоцветна м.с. (Polygonatum multiflorum) > 3 и 4
2.) Широколистна м.с. (Polygonatum latifolium) > Висока е до 50 см. Освен че е единствената момкова сълза с власинки по нея, тя се отличава и със следните белези >
Листата са широко-елиптични и са с тревно-зелен цвят от двете страни. На една цветна дръжка обикновено са по 1 – 2 цвята.
3) Миризлива м.с. (Polygonatum odoratum) > Висока е до 50 см. Листата отгоре са тревно зелени, а отдолу синеят. Стъблото е с надлъжни ребра.
На цветните дръжки обикновено има по 1 – 2 цвята.
4) Многоцветна м.с. (Polygonatum multiflorum) > Висока е до 1 м. Листата са стъбло-обхващащи. Стъблото е цилиндрично.
На цветните дръжки има по 3-4-5 цвята заедно.